# Georges Vantongerloo
Georges Vantongerloo est un artiste et sculpteur belge né à Anvers le 24 novembre 1886 et mort à Paris 14e le 8 octobre 1965.

« Je travaille en vérité et pour la vérité. »

— Georges Vantongerloo, 1919

## Biographie
Vers 1900, il suit les cours de l'Académie royale des beaux-arts de Bruxelles et de l'Académie royale des beaux-arts d'Anvers.
Entre 1910 et 1917, il peint dans un style figuratif qui évolue peu à peu de l’académisme au postimpressionnisme.
C'est un pionnier important de la peinture abstraite.
Pendant la Première Guerre mondiale, il rejoint en 1914 l'armée belge. Blessé, il est hospitalisé en Hollande et y passe le reste de la guerre comme réfugié à Voorburg près de La Haye, où il expose pour la première fois ses peintures en octobre 1917 au Cercle Hollando-Belge.
À La Haye, il rencontre le futuriste Jules Schmalzigaug qui lui a sans doute fait connaître l'art moderne. Peu de temps après, il rencontre Theo van Doesburg, Bart van der Leck et Mondrian.
En 1917, il devient intimement lié au magazine et mouvement artistique De Stijl.
En novembre 1918, il coécrit, avec Theo van Doesburg, Robert van 't Hoff, Vilmos Huszár, Antony Kok (nl), Piet Mondrian et Jan Wils, le premier manifeste du groupe.
À Voorburg, il commence à se plonger dans les mathématiques, qui selon ses convictions, permettraient de représenter le grand mystère de l'univers en des formes mesurables. Il se consacre à l'étude de la géométrie, la physique et la cosmologie et plaide pour un art conforme aux relations mathématiques pures.
À partir de 1917, il crée des œuvres abstraites purement géométriques.
Ses compositions en forme de treillis paraissent de loin tout à fait arbitraires, mais la disposition des lignes et des plans est presque entièrement déterminée par certaines relations mathématiques.
La nature de la couleur est déterminée par la taille du volume chromatique. Contrairement à Mondrian, il passe graduellement d’une dominante de lignes droites et d’angles à la peinture d'autres formes géométriques telles que des cercles et des ovales. En dehors des couleurs primaires (magenta, cyan et jaune), il utilise aussi des mélanges de couleurs.
C’est ainsi qu’il s’éloigne de l’idiome puriste de De Stijl et qu’il quitte le groupe en 1921.
Vantongerloo a également introduit au sein du Groupe De Stijl la plupart des sciences exactes.
Il essaye de retrouver les lois de la couleur en reliant  entre elles des harmonies de sons et de couleurs.
En 1919, il déménage avec sa femme néerlandaise Tine à Menton dans le sud de la France et subvient à ses besoins avec des bustes en bronze et des peintures traditionnelles.
Il rencontre Max Bill  qui organise plusieurs de ses expositions.
En 1924, il publie le pamphlet L'Art et son avenir'.
En 1928, il s'installe à Paris et il y fonde en 1931, avec Theo van Doesburg, Naum Gabo et Antoine Pevsner le mouvement Abstraction-Création à Paris.
Dans les années 1920 et 1930, il mène des recherches sur les proportions spatiales et volumétriques et les applique dans des  « constructions sphériques » ou « inter-relations de masses ».
Vantongerloo a été le premier à utiliser les principes esthétiques du néoplasticisme à la sculpture.
Il conçoit également des aéroports, des ponts et autres infrastructures, mais aucun de ses plans et conception architecturale n'a jamais été exécuté. En 1931, il en vient à renoncer à ses ambitions dans ce domaine.
Au milieu des années 1940, il utilise des lignes de plus en plus courbes dans des séries de sculptures très fines avec des barres courbes en fer, en nickel et en argent.
Il appelle ces œuvres Espace sans fin ou Élément cosmique. Ce sont des sculptures en fil métallique qui suggèrent l'espace et la dynamique.
En 1936, il prend part à l'exposition Le Cubisme et l'art abstrait au musée d'Art moderne de New York.
En 1943, sa première exposition solo a lieu à la Galerie de Berri à Paris.
À partir de la fin des années 1940, il travaille plus avec des formes organiques plus intuitives en plexiglas qui le conduisent aux concepts cosmiques d'espace, d'infini, de mouvement, etc.  Il expérimente de nouveaux matériaux tels que le plexiglas, pour créer des constructions transparentes représentant des galaxies et l'infini cosmique.
En 1949, il participe à une exposition au Kunsthaus de Zurich en compagnie de Max Bill et Antoine Pevsner.
En 1962, une importante rétrospective lui est consacrée par la galerie Marlborough de New London.
Son œuvre a des affinités avec le mouvement stylistique Groupe ZERO.
On retrouve ses œuvres dans les plus grands musées d'art moderne d’Europe.

## Œuvre

### Publications
- 'Réflexions', De Stijl, 1re année, numéro 9 (juli 1918): p. 97-102[5].
- ‘Le gondolier d’Alex. Archipenko’, De Stijl, 1re année, numéro 11 (september 1918): p. 134-135[6].
- 'Réflexions (II). La création, le visible, la substance. Le tout, la force, le point', De Stijl, 2e année, no 2 (décembre 1918): p. 21-22[7].
- 'Réflexions (II). Le tout, la force, le point. (suite)', De Stijl, 2e année, no 3 (janvier 1919): p. 35-36[8].
- 'Réflexions II (suite). De l'absolu', De Stijl, 2e année, no 5 (mars 1919): p. 55-57[9].
- 'Réflexions (suite). Création', De Stijl, 2e année, numéro 7 (mai 1919): p. 77-79[10].
- 'Réflexions (fin). De l'invisible', De Stijl, 2e année, numéro 8 (juin 1919): p. 89-91[11].
- 'Réflexions (III). La Science, l'Homme de Science, le Vrai', De Stijl, 3e année, numéro 2 (décembre 1919): p. 19-21[12].
- G. Vantongerloo (januari 1920) 'Réflexions III. (Suite). La science, l'homme de science, le vrai', De Stijl, 3e année, numéro 3, p. 31-32[13].
- G. Vantongerloo (februari 1920) 'Réflexions III (fin)', De Stijl, 3e année, numéro 4, p. 21-24[14].

### Sculptures
- Construction dans la sphère. 1917. Plâtre, argenté. 17,8 × 14 × 17,2 cm. New York, Museum of Modern Art. Voir MoMA Provenance Research Project.
- Constructie in de atmosfeer. (Construction dans l'atmosphère)1918. Collection privée. Dépeint comme Beeldje in Theo van Doesburg (1919). Drie Voordrachten over de Nieuwe Beeldende Kunst. Amsterdam: Maatschappij voor Goede en Goedkoope Lectuur, p. 98[15].
- Constructie uit een ovaal (Construction à partir d'un ovale). 1918. Peinture bleue, jaune et rouge Acajou).  17 × 7 × 7 cm. Collection privée[16].
- Rapport des volumes. 1919. Grès. 22,5 × 13,7 × 13,7 cm. Londres, Tate Modern. Voir Tate Online.
- Construction de rapports de volumes. 1921. Acajou.  41 × 14,4 × 14,5 cm. New York, Museum of Modern Art. Voir Museum of Modern Art Provenance Research Project.
- Construction des rapports des volumes émanant du carré inscrit et le carré circonscrit d’un cercle. 1924. Peinture blanche, béton coulé. Venise, Collection Peggy Guggenheim. Hauteur  30 cm, largeur 25,5 cm. Voir Peggy Guggenheim Collection.
- Rapport des volumes de l'ellipsoïde. 1926. Plâtre. 40 × 47 × 26 cm. Chicago, Art Institute of Chicago. Voir artic.edu
- SxR/3. 1936. Acajou. 56 × 70 × 57 cm. Lisbonne, musée Berardo. Voir The Berardo Collection.

### Peintures
- Zittende vrouw (Femme assise). 1916. Huile sur toile.  33,5 × 44 cm. Otterlo, musée Kröller-Müller. Voir Collection permanente, musée Kröller-Müller.
- Compositie (Composition). 1917-1918. Huile sur toile. 36 × 54 cm. Paris, Centre Georges-Pompidou.
- Compositie II [...]. 1921. Huile sur toile sur carton. 33 × 37,5 cm. New York, MOMA. Voir MoMA Provenance Research Project.
- Étendue fermée (Gesloten uitbreiding). 1936. Huile et gesso sur panneau. Dimensions inconnues. Otterlo, musée Kröller-Müller. Voir Collection permanente, musée Kröller-Müller.
- No. 98 2478 rouge/135 vert (Nr. 98 2478 rood/135 groen). 1936. Huile sur panneau. 57,5 × 56,8 cm. Londres, Tate Modern. Voir Tate Online.
- Fonction de lignes-noir rouge. 1936. Huile et gesso sur triplex. 82 × 100 cm. Amsterdam, Christie's (7 décembre 2006). Voir externe link.[17]
- Curven. (Courbes) 1938. Huile sur panneau. 101,8 × 70,5 cm. Londres, Annely Juda Fine Art (1er mars-22 avril 2006)
- Relations de lignes et couleurs. 1939. Huile sur carton. 72,6 × 53,3 cm. New York, Museum of Modern Art. Voir MoMA Provenance Research Project.

### Meuble
- Bureau voor typemachine. (Bureau pour machine à écrire) 1920. Bois, peinture. 60 × 60 × 40 cm. Londres, Annely Juda Fine Art (1er mars-22 avril 2006).

## Expositions
- Georges Vantongerloo: Voor een nieuwe wereld (Pour un monde nouveau), 23 janvier - 16 mai 2010 au musée municipal de La Haye[18]